# Quốc Thiên
Trần Quốc Thiên (9 de abril de 1988) es un cantante vietnamita, conocida a partir de un participación en 2008 en un concurso de Vietnam Idol en Ho Chi Minh. El 14 de enero de 2009 obtuvo una puntuación del 61% y ganó un premio de $US10,000.

## Vietnam Idolperformances
1. "Lời Yêu Xa" - An Hiếu - Studio Round 1
2. "Về Ăn Cơm" - Sa Huỳnh - Studio Round 3
3. "Cánh buồm phiêu du" - Sơn Thạch - Top 10
4. "Ngôi sao nhỏ" - Tường Văn - Top 9
5. "Dư âm" - Nguyễn Văn Tý - Top 8
6. "Son" - Đức Nghĩa - Top 7
7. "Rock Sài Gòn" - Lâm Quốc Cường - Top 6
8. "Nửa vầng trăng" - Nhật Trung - Top 5
9. "Tình yêu lung linh" - Hoài An - Top 5
10. "Bài thánh ca buồn" - Nguyễn Vũ - Top 4
11. "Ước mơ cho ngày mai" - Anh Tuấn - Top 4
12. "Mẹ tôi" - Nhị Hà - Top 3
13. "Guitar cho ta" - Lê Minh Sơn - Top 3
14. "Điệp khúc mùa xuân" - Quốc Dũng - Top 3
15. "Yêu Đời" with Thanh Duy - Nguyễn Dân - Top 2
16. "Dấu tình sầu" - Ngô Thuỵ Miên - Top 2
17. "Không còn mùa thu" - Quốc Bảo - Top 2
18. "Em sẽ là giấc mơ" - Lưu Thiên Hương - Top 2
19. "Vẫn hoài ước mơ" with Top 10 Idols - Đức Vượng - Grand Finale
20. "Điệp khúc mùa xuân" with Thanh Duy - Quốc Dũng - Grand Finale
21. "Áo xanh" with Lê Tuấn, Phi Trường and Thanh Duy - Tuấn Khanh - Grand Finale
22. "Son" - Đức Nghĩa - Grand Finale
23. "Một mình" with Quang Dũng - Thanh Tùng - Grand Finale
24. "Nụ cười và những ước mơ" - Đức Trí - Grand Finale

## Asia Idol
Él es represente en Vietnam, de la canción sensación de Asia Idol.
- Datos: Q7272823
- Multimedia: Quốc Thiên / Q7272823